# 南烏山
南烏山（みなみからすやま）は、東京都世田谷区の町名。現行行政区画は南烏山一丁目から南烏山六丁目。住居表示実施済区域。烏山地域烏山地区に属する。

## 地理

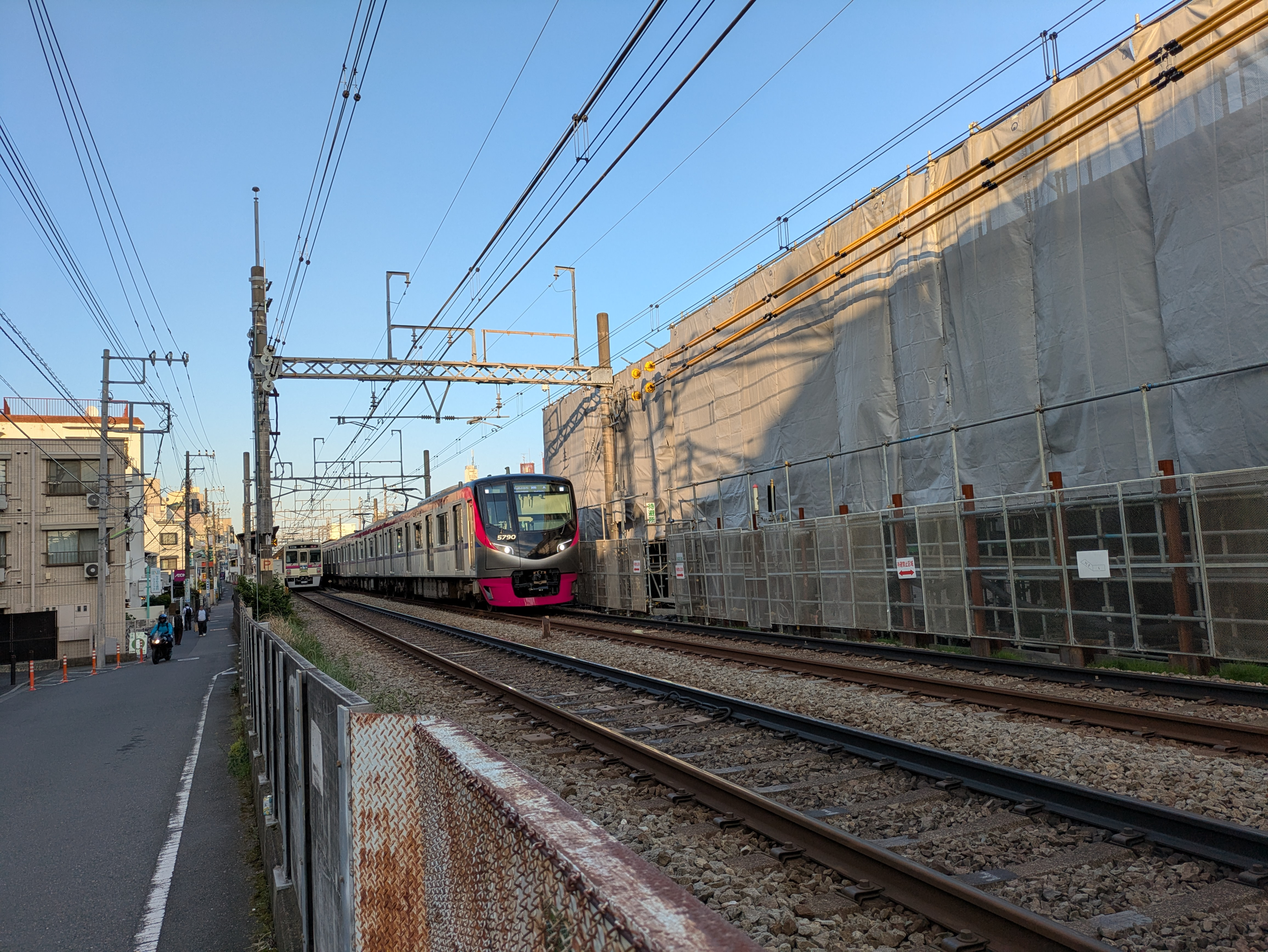
千歳烏山駅付近は京王線が街区を分断しており、高架化工事が実施されている。

南に粕谷、上祖師谷、西に給田、三鷹市北野、北に北烏山、東に同区上高井戸、世田谷区八幡山に接する。
南部は甲州街道沿いの集落が起源で、北部は、主に、下記「烏山寺町」が契機である。こうしたことから北部は、「久我山」「三鷹」を称する施設が散見されるなど、千歳烏山駅周辺とは異なる特色がある。

### 地価
住宅地の地価は、2025年（令和7年）1月1日の公示地価によれば、南烏山2-12-6の地点で67万7000円/m2、南烏山4-22-15の地点で61万3000円/m2となっている。

## 歴史

### 地名の由来
南北朝時代から見られる地名。烏の群生する森があったためか、烏色とされる黒土が山状に盛り上がった地であったことからと思われる。

### 住居表示実施前後の町名の変遷
| 実施後       | 実施年月日   | 実施前（特記なければ各町丁ともその一部） |
| ------------ | ------------ | ---------------------------------------- |
| 南烏山一丁目 | 1970年9月1日 | 烏山町の一部                             |
| 南烏山二丁目 | 1970年9月1日 | 烏山町の一部                             |
| 南烏山三丁目 | 1970年9月1日 | 烏山町の一部                             |
| 南烏山四丁目 | 1970年9月1日 | 烏山町の一部                             |
| 南烏山五丁目 | 1970年9月1日 | 烏山町の一部                             |
| 南烏山六丁目 | 1970年9月1日 | 烏山町、給田町の各一部                   |

## 世帯数と人口
2025年（令和7年）1月1日現在（世田谷区発表）の世帯数と人口は以下の通りである。
| 丁目         | 世帯数     | 人口     |
| ------------ | ---------- | -------- |
| 南烏山一丁目 | 2,048世帯  | 3,508人  |
| 南烏山二丁目 | 2,706世帯  | 4,518人  |
| 南烏山三丁目 | 2,368世帯  | 4,255人  |
| 南烏山四丁目 | 2,286世帯  | 3,188人  |
| 南烏山五丁目 | 1,675世帯  | 2,712人  |
| 南烏山六丁目 | 3,612世帯  | 5,333人  |
| 計           | 14,695世帯 | 23,514人 |

### 人口の変遷
国勢調査による人口の推移。
| 年                 | 人口   |
| ------------------ | ------ |
| 1995年（平成7年）  | 20,868 |
| 2000年（平成12年） | 21,433 |
| 2005年（平成17年） | 20,970 |
| 2010年（平成22年） | 22,069 |
| 2015年（平成27年） | 22,789 |
| 2020年（令和2年）  | 24,321 |

### 世帯数の変遷
国勢調査による世帯数の推移。
| 年                 | 世帯数 |
| ------------------ | ------ |
| 1995年（平成7年）  | 10,496 |
| 2000年（平成12年） | 11,507 |
| 2005年（平成17年） | 12,050 |
| 2010年（平成22年） | 12,662 |
| 2015年（平成27年） | 13,388 |
| 2020年（令和2年）  | 14,523 |

## 学区
区立小・中学校に通う場合、学区は以下の通りとなる（2024年8月現在）。
| 丁目         | 番地             | 小学校                 | 中学校                   |
| ------------ | ---------------- | ---------------------- | ------------------------ |
| 南烏山一丁目 | 全域             | 世田谷区立芦花小学校   | 世田谷区立芦花中学校     |
| 南烏山二丁目 | 全域             | 世田谷区立芦花小学校   | 世田谷区立芦花中学校     |
| 南烏山三丁目 | 全域             | 世田谷区立武蔵丘小学校 | 世田谷区立烏山中学校     |
| 南烏山四丁目 | 全域             | 世田谷区立烏山北小学校 | 世田谷区立烏山中学校     |
| 南烏山五丁目 | 1～14番          | 世田谷区立芦花小学校   | 世田谷区立芦花中学校     |
| 南烏山五丁目 | 15〜36番         | 世田谷区立烏山小学校   | 世田谷区立上祖師谷中学校 |
| 南烏山六丁目 | 1～15番 26～38番 | 世田谷区立烏山北小学校 | 世田谷区立烏山中学校     |
| 南烏山六丁目 | 16〜25番         | 世田谷区立給田小学校   | 世田谷区立上祖師谷中学校 |

## 交通

### 鉄道
| 街区内の駅                                     |
| ---------------------------------------------- |
| 京王線 - 芦花公園駅(KO 11) - 千歳烏山駅(KO 12) |

### 道路
- 国道20号ｰｰｰ(甲州街道)

## 事業所
2021年（令和3年）現在の経済センサス調査による事業所数と従業員数は以下の通りである。
| 丁目         | 事業所数    | 従業員数 |
| ------------ | ----------- | -------- |
| 南烏山一丁目 | 53事業所    | 899人    |
| 南烏山二丁目 | 58事業所    | 896人    |
| 南烏山三丁目 | 98事業所    | 460人    |
| 南烏山四丁目 | 223事業所   | 1,816人  |
| 南烏山五丁目 | 268事業所   | 2,097人  |
| 南烏山六丁目 | 378事業所   | 3,389人  |
| 計           | 1,078事業所 | 9,557人  |

### 事業者数の変遷
経済センサスによる事業所数の推移。
| 年                 | 事業者数 |
| ------------------ | -------- |
| 2016年（平成28年） | 1,087    |
| 2021年（令和3年）  | 1,078    |

### 従業員数の変遷
経済センサスによる従業員数の推移。
| 年                 | 従業員数 |
| ------------------ | -------- |
| 2016年（平成28年） | 9,076    |
| 2021年（令和3年）  | 9,557    |

## 施設
- 世田谷区立世田谷文学館
- 烏山区民会館
- 世田谷区立烏山中学校
- 烏山神社

## その他

### 日本郵便
- 郵便番号 : 157-0062[2]（集配局 : 成城郵便局[14]）。